# Římskokatolická farnost Medlov
Římskokatolická farnost Medlov je územní společenství římských katolíků s farním kostelem svatého Petra a Pavla ve šternberském děkanátu olomoucké arcidiecéze.

## Historie farnosti
První písemná zmínka o obci pochází z roku 1315. Gotický farní kostel má věž z roku 1526.

## Bohoslužby
| Kostel                | Místo  | Bohoslužba (den) | Hodina                         | Poznámka     |
| --------------------- | ------ | ---------------- | ------------------------------ | ------------ |
| svatého Petra a Pavla | Medlov | neděle středa    | 9.30 16.30 (zima)/17.30 (léto) | Farní kostel |

## Duchovní správci
Od srpna 2018 je administrátorem excurrendo R. D. Mgr. Oldřich Máša. Toho k 1. lednu 2019 nahradil jako administrátor excurrendo R. D. ThLic. Dariusz Tomasz Trzaskalik.

## Aktivity farnosti
Pro farnosti Uničov, Medlov a Renoty vychází společný zpravodaj. Pravidelně se ve farnosti koná tříkrálová sbírka. V roce 2019 se při ní v Medlově vybralo 44 365 korun.